# Яншково Село
Яншково Село (словен. Janškovo selo) — поселення в общині Веленє, Савинський регіон, Словенія. 
Висота над рівнем моря: 480,7 м.